# 吉本綜合藝能學院
吉本綜合藝能學院（日語：吉本総合芸能学院，縮寫為 NSC）是吉本興業於1982年在日本大阪市中央區難波（大阪校）與1995年在創立於東京都（東京校）所創立、以培育藝人為主要目的的學校。

## 外部連結
- 吉本綜合藝能學院大阪校 （页面存档备份，存于）
- 吉本綜合藝能學院東京校